# Lången (Ytterhogdals socken, Hälsingland)
Lången är en sjö i Härjedalens kommun i Hälsingland och ingår i Ljusnans huvudavrinningsområde. Sjön har en area på 2,3 kvadratkilometer och ligger 307 meter över havet.

## Delavrinningsområde
Lången ingår i det delavrinningsområde (690729-145284) som SMHI kallar för Utloppet av Lången. Medelhöjden är 331 meter över havet och ytan är 11,93 kvadratkilometer. Räknas de 7 avrinningsområdena uppströms in blir den ackumulerade arean 57,62 kvadratkilometer. Långsån som avvattnar avrinningsområdet har biflödesordning 3, vilket innebär att vattnet flödar genom totalt 3 vattendrag innan det når havet efter 218 kilometer. Avrinningsområdet består mestadels av skog (60 procent). Avrinningsområdet har 2,45 kvadratkilometer vattenytor vilket ger det en sjöprocent på 20,5 procent.